# Університет Сунсіль
Університет Сунсіль (кор. 숭실대학교) — вищий навчальний заклад, який розташований в місті Сеул. Він був заснований пресвітеріанським місіонером, на ім'я Вільям Мартин Бейрд в 1897 році.

## Історія
Університет Сунсіль був заснований 10 жовтня 1897 року в Пхеньяні, міссіонером пресвітеріанської церкви, Вільямом Мартином Бейрдом. Назва Сунсіль складається з двух слів: Сун (кор. 숭, 崇), що означає «шанування, поклоніння Богу», і Сіль (кор. 실, 實), що означає «істина, цілісність».
На самому початку, навчальний заклад нараховував лише 13 учнів і мав назву Сунсіль Хакдан (кор. 숭실학당 — Академія Сунсіль). Згодом, у 1900 році, навчальний заклад розвивається до рівня середньої школи з терміном навчання у 5 років. В 1906 році, академія стає першим сучасним корейським коледжем, а в 1912, Сунсіль отримує статус університету.
У часи Корейської війни, кампус у Пхеньяні був остаточно знищений. У 1954 році, Університет Сунсіль був відновлений у Південній Кореї.

## Кампус
Кампус знаходиться за адресою 369 Сандо-ро, Тонджак-ґу, Сеул. Університет Сунсіль обслуговується одноіменною станцією Сеульського Метрополітену.

## Міжнародне співробітництво
Університет Сунсіль уклав угоди на співробітництво та студентський обмін із 417 університетами з 64 країн. Зокрема має угоду з Національним авіаційним університетом та КНУ імені Тараса Шевченка.
| 1. Австралія — 8 2. Австрія - 2 3. Азербайджан - 3 4. Аргентина - 2 5. Бангладеш - 1 6. Бельгія - 1 7. Бразилія - 9 8. Велика Британія - 4 9. В'єтнам - 23 10. Гана - 1 11. Гватемала - 1 12. Гонконг - 3 13. Греція - 1 | 1. Данія — 1 2. Домініканська Республіка - 2 3. Еквадор - 3 4. Естонія - 1 5. Індія - 13 6. Індонезія - 8 7. Ірландія - 2 8. Іспанія - 15 9. Італія - 6 10. Казахстан - 4 11. Камбоджа - 6 12. Канада - 7 13. Киргизстан - 1 | 1. КНР — 48 2. Колумбія - 2 3. Лаос - 2 4. Латвія - 2 5. Литва - 1 6. Малайзія - 6 7. Мексика - 5 8. Монголія - 6 9. Непал - 1 10. Нігерія - 1 11. Нідерланди - 7 12. Німеччина - 20 13. Нова Зеландія - 1 | 1. Перу — 2 2. Польща - 4 3. Португалія - 1 4. Росія - 10 5. Руанда - 1 6. Румунія - 2 7. США - 67 8. Таїланд - 4 9. Тайвань - 13 10. Танзанія - 1 11. Туреччина - 8 12. Уганда - 1 13. Угорщина - 3 | 1. Узбекистан — 2 2. Україна - 2 3. Уругвай - 1 4. Філіппіни - 6 5. Фінляндія - 4 6. Франція - 23 7. Хорватія - 1 8. Чехія - 5 9. Чилі - 3 10. Швейцарія - 1 11. Швеція - 1 12. Японія - 21 |

## Галерея